# N99 (Nederland)
De N99 was volgens de wegnummering 1957 de Nederlandse weg van Den Haag naar Middenmeer. De weg liep over de Rijksweg 4, de Rijksweg 8 en de Rijksweg 9. Het deel tussen Alkmaar en Middenmeer bestond uit de provinciale wegen S7 en S4.
In 1957 werd het E-wegenstelsel ingevoerd in een aantal landen in West-Europa, waaronder Nederland. Niet alle belangrijke wegen kregen een Europees E-nummer. De belangrijke wegen zonder E-nummer kregen een nationaal N-nummer. Hiervoor werd de serie N89-N99 gebruikt om ervoor te zorgen dat de nummers niet overlapten met de (toen nog slechts administratieve) rijkswegnummers die van 1 tot en met 82 liepen.
Zo kreeg de weg van de Den Haag via Leiden, Haarlem en Alkmaar naar Middenmeer het nummer N99. Bij Den Haag sloot de N99 aan op de oude E8 tussen Hoek van Holland en Utrecht en in Middenmeer op de oude E10 tussen Amsterdam en de Afsluitdijk.
De N-nummering was geen groot succes. In 1976 werd de A-nummering ingevoerd en in 1978 de nieuwe N-nummering. Daarbij werd de N99 opgesplitst in vier delen. Het deel tussen Den Haag en Sassenheim kreeg het nummer N44/A44, het deel tussen Sassenheim en Velsen het nummer N208, het deel tussen Velsen en Alkmaar het nummer A9 en het deel tussen Alkmaar en Middenmeer het nummer N242. Na het graven van de Wijkertunnel is een deel van de A9 A22 gaan heten.
 ·  ·  ·  ·  ·  ·  ·  ·  ·  · 